# Бова, Евгений Петрович
Евгений Петрович Бова (укр. Євгеній Петрович Бова) — украинский военнослужащий, Герой Украины, полковник Вооружённых сил Украины, командир 1-го отдельного батальона морской пехоты.

## Боевой путь
Окончил Киевский военный лицей (2010), после чего поступил в Академию сухопутных войск имени гетмана Сагайдачного во Львове на факультет аэромобильных войск и разведки. В 2012 году в составе факультета был переведён в Военную академию в Одессе, которую окончил в 2014 году.

### Российско-украинская война
С 17 сентября по октябрь 2014 в должности командира десантно-штурмового взвода сводной ротной тактической группы морской пехоты выполнял боевые задания по взятию под контроль и последующей обороны с. Гранитное Донецкой области. Десантно-штурмовой взвод под командованием Евгения без потерь захватил господствующую в районе высоту, что позволило в дальнейшем успешно отражать все попытки врага захватить Гранитное. Действия Евгения были оценены как решительные и смелые.
В период с октября 2014 по февраль 2015 выполнял боевые задания по охране и обороне пгт Талаковка Донецкой области. В то время имел воинское звание «старший лейтенант». Командовал передовым взводным опорным пунктом, который неоднократно подвергался атакам боевиков. По оценкам командования, в боях проявлял решительность, мужество и героизм.
В период с 14 по 17 февраля 2015 г. в составе ротной тактической группы морской пехоты успешно выполнил боевое задание по проведению поисково-ударных действий в районе населённых пунктов Широкино-Лебединское-Пионерское Донецкой области. Взвод Евгения освободил от боевиков с. Лебединское, а также разблокировал и эвакуировал находившиеся в окружении подразделения добровольческих батальонов «Донбасс» и «Восточный корпус».
С января по сентябрь 2016 года во главе десантно-штурмовой роты выполнял боевые задания по обороне c. Лебединское Донецкой области. С октября 2016 года в должности заместителя командира батальона морской пехоты выполнял боевые задания по обороне с. Широкино Донецкой области. Под командованием Евгения в зоне ответственности батальона была разработана и создана надёжная система обороны рубежей, что позволяло успешно отражать нападения противника и минимизировать потери среди личного состава и техники. По оценкам командования, этого удалось добиться благодаря отличным профессиональным знаниям и приобретённому боевому опыту офицера.
20 февраля 2017 года под руководством Евгения был захвачен рубеж, занятый противником. Используя данные о противнике, офицер провёл инженерную разведку маршрута, что позволило своевременно и безопасно занять ранее определённый рубеж. Во время боя сводная рота неоднократно попадала под огонь противника, но благодаря командованию Евгения все попытки остановить подразделение были напрасны.
29 декабря 2016 года Указом Президента Украины № 578/2016 «О награждении государственными наградами Украины» капитан Бова Евгений Петрович за личное мужество, самоотверженность и высокий профессионализм, проявленные в защите государственного суверенитета и территориальной целостности Украины, образцовое выполнение военного долга Орден «За мужество» III степени.
30 июня 2017 года, находясь в воинском звании «капитан», был награждён Орденом Даниила Галицкого.
В 2018 году на должность командира 1-й отдельный батальон морской пехоты (Украина) назначен Евгений Бова.
В конце апреля 2022 года, в ходе боев под Мариуполем попал в плен.
21 сентября 2022 интернирован на территорию Турции.

## Награды
- Герой Украины (11 марта 2022) — за героическую оборону Мариуполя и удержание позиций при постоянных атаках противника[4]
- Орден Данилы Галицкого (30 июня 2017) — за личное мужество, проявленное в защите государственного суверенитета и территориальной целостности Украины, самоотверженное исполнение воинского долга и по случаю Дня Военно-Морских Сил Вооружённых Сил Украины.[5]
- Орден «За мужество» III степени (29 декабря 2016) — за личное мужество, самоотверженность и высокий профессионализм, проявленные в защите государственного суверенитета и территориальной целостности Украины, образцовое исполнение воинского долга. Указ Президента Украины № 578/2016 «О награждении государственными наградами Украины»